# Resolución 1382 del Consejo de Seguridad de las Naciones Unidas
La resolución 1382 del Consejo de Seguridad de las Naciones Unidas, adoptada por unanimidad el 29 de noviembre de 2001, tras recordar todas las resoluciones anteriores sobre el Iraq, incluidas las resoluciones 986 (1995), 1284 (1999), 1352 (2001) y 1360 (2001) relativas al Programa Petróleo por Alimentos, prorrogó por otros 180 días las disposiciones relativas a la exportación de petróleo o productos derivados del petróleo iraquíes a cambio de ayuda humanitaria . 
El Consejo de Seguridad estaba convencido de la necesidad de una medida temporal para proporcionar asistencia humanitaria al pueblo iraquí hasta que el gobierno iraquí cumpliera las disposiciones de la Resolución 687 (1991) y hubiera distribuido la ayuda de manera equitativa en todo el país.
Actuando en virtud del Capítulo VII de la Carta de las Naciones Unidas, el Consejo prorrogó el Programa Petróleo por Alimentos por 180 días a partir de las 00:01 hora del Este de Estados Unidos del 1º de diciembre de 2001. Reafirmó la obligación de todos los países de respetar el embargo de armas a Iraq y otros recursos no autorizados por el Consejo. También destacó la necesidad de que el Iraq cooperara con las resoluciones anteriores del Consejo de Seguridad y la necesidad de llegar a una solución global sobre la base de dichas resoluciones. La resolución también instó a todos los países a cooperar en la presentación de solicitudes y la expedición de licencias de exportación para que la ayuda humanitaria pudiera llegar a la población iraquí lo antes posible.
Además, en virtud de la Resolución 1382, el Consejo adoptó una propuesta de Lista de Revisión de Mercancías (contenida en el Anexo I de la resolución) para su aplicación a partir del 30 de mayo de 2002.  Los artículos de la lista estarían sujetos a los procedimientos contenidos en el Anexo II de la resolución y a la aprobación del Comité de Sanciones y de la Comisión de las Naciones Unidas de Vigilancia, Verificación e Inspección, tras evaluar que dichos bienes no se utilizarían con fines militares.
La adopción de la resolución representó un acercamiento más estrecho de la política rusa hacia Estados Unidos después de que este último se comprometiera a revisar las sanciones contra Irak. 